# Arbeitsgericht Detmold

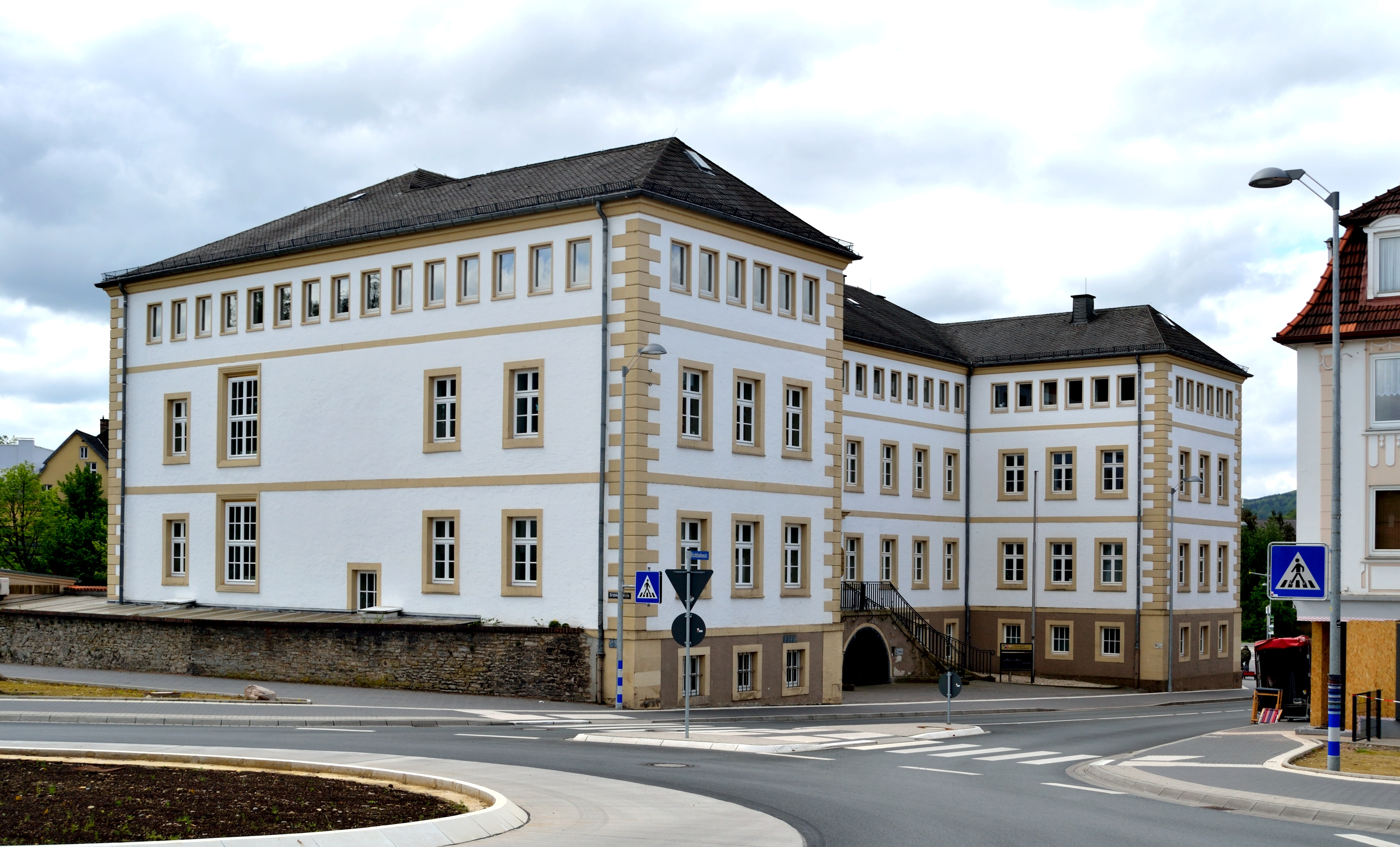
Justizzentrum Detmold (mit Arbeits- und Sozialgericht)

Das Arbeitsgericht Detmold ist ein Gericht der Arbeitsgerichtsbarkeit in Detmold, der Kreisstadt des Kreises Lippe in Nordrhein-Westfalen. Bei ihm sind drei Kammern gebildet.

## Gerichtsbezirk
Der Gerichtsbezirk umfasst den gesamten Kreis Lippe. In den insgesamt 16 Städten und Gemeinden leben rund 349.000 Einwohner.

## Gebäude
Das Arbeitsgericht ist zusammen mit dem Sozialgericht Detmold im Justizzentrum Detmold an der Richthofenstraße 3 untergebracht.

## Übergeordnete Gerichte
Die Berufungsinstanzen sind das Landesarbeitsgericht Hamm und im weiteren Rechtszug das Bundesarbeitsgericht in Erfurt.

## Geschichte
Gemäß Arbeitsgerichtsgesetz vom 23. Dezember 1926 wurden in Deutschland Arbeitsgerichte gebildet. Diese waren nur in der ersten Instanz organisatorisch selbstständige Gerichte, die Landesarbeitsgerichte waren den Landgerichten zugeordnet. Im Freistaat Lippe entstand als einziges Arbeitsgericht das Arbeitsgericht Detmold. Sein Sprengel umfasste den ganzen Freistaat. Am Gericht bestand je eine Kammer für Arbeiter, für Angestellte und für das Handwerk. Das Arbeitsgericht Detmold nutzte Räume des Amtsgerichts Detmold. Für Lippe entstand kein eigenes Landesarbeitsgericht. Mit Staatsvertrag mit Preußen wurde vereinbart, dass das preußische Landesarbeitsgericht Bielefeld für das Arbeitsgericht Detmold war.
Nach der Besetzung Deutschlands durch die Alliierten wurden 1945 zunächst alle Gerichte geschlossen. Die ordentlichen Gerichte wurden schon bald wieder eröffnet, während die Arbeitsgerichte zunächst nicht wieder eingerichtet wurden, so dass arbeitsgerichtliche Streitigkeiten von den ordentlichen Gerichten erledigt werden mussten. Gemäß Kontrollratsgesetz 21 vom 30. März 1946 sollten in Deutschland Arbeitsgerichte aufgebaut werden. Das Arbeitsgericht Detmold entstand so neu.